# Bivacco Gandolfo
Il bivacco Gino Gandolfo è un bivacco sito nel comune di Balme, in val d'Ala. Si trova ai piedi della parete nord della Torre d'Ovarda, nei pressi dei Laghi Verdi.

## Storia
Il bivacco fu inaugurato nel 1985 e dedicato a Gino Gandolfo, guida alpina. Fu costruito grazie all'iniziativa di un gruppo di amici della guida e con il contributo economico dell'Assessorato alla Montagna della Provincia di Torino. Il bivacco sorge poco distante dai ruderi del vecchio rifugio S.A.R.I. (Società alpina ragazzi italiani già Sint Alpes Robur Iuvenum) che fu costruito nel 1911 e distrutto nella seconda guerra mondiale.

## Caratteristiche e informazioni
Si tratta di una struttura in legno con copertura metallica. Il bivacco dispone di 10 posti letto.
Il bivacco non dispone di illuminazione elettrica né di acqua potabile.

## Accessi
Il bivacco è posto sul sentiero GTA ed è quindi raggiungibile sia dalla frazione Cornetti di Balme che da Usseglio attraversando il passo Paschiet.

## Ascensioni
- Torre d'Ovarda - 3.075 m
- Punta Servin - 3.108 m
- Punta Barale - 3.005 m
- Punta Golai - 2.818 m

## Traversate
- Il bivacco può essere un punto d'appoggio intermedio per la traversata GTA da Usseglio a Balme.